# Tarrant County Courthouse
Das Tarrant County Courthouse in Fort Worth ist das Justiz- und Verwaltungsgebäude (Courthouse) des Tarrant County im US-amerikanischen Bundesstaat Texas.
Das Gebäude wurde in den Jahren 1893 bis 1895 nach Plänen der Firma Gunn & Curtis im Stil der Neorenaissance errichtet. Mit ihrem Entwurf lehnten sich die Architekten stark an das Texas State Capitol in Austin an. 
Die Bauarbeiten wurden von der Firma Probst Construction aus Chicago ausgeführt. Die Kosten für die Errichtung des roten Granitbaus beliefen sich auf 408.840 US-Dollar. Als Protest gegen die als Verschwendung angesehene Summe wurde 1894 ein neuer Gerichtspräsident gewählt.
Im Jahr 1970 wurde das Gebäude unter der Referenznummer 70000762 in das National Register of Historic Places aufgenommen.